# Nordkoreanische Fußballnationalmannschaft
Die nordkoreanische Fußballnationalmannschaft (koreanisch 조선민주주의인민공화국 축구 국가종합팀, 조선민주주의인민공화국 축구 국가대표팀 Chosŏn Minjujuǔi Mingonghwaguk Ch'ukgu Kukka Taep'yo T'im, Joseon Minjujuui Inmin Gonghwaguk Chukgu Gukga Daepyo Tim) ist die Auswahl-Mannschaft des ostasiatischen Staates Nordkorea. Sie wird von Yun Jong-su betreut. Zuständig ist der Fußballverband der Demokratischen Volksrepublik Korea. Er wurde 1945 gegründet und trat 1958 der FIFA bei. Bereits 1954 war der Verband eines der Gründungsmitglieder des asiatischen Fußballverbandes AFC.
Ihre Heimspiele bestreitet die Mannschaft im Kim-Il-sung-Stadion Pjöngjang, das eine Kapazität von 50.000 Zuschauern hat.

## Geschichte
Aufgrund der politischen Spannungen und des Korea-Krieges war Fußball in Nordkorea zunächst kaum populär, erst durch die Hilfe der Sowjetunion in den 1960er Jahren konnte sich diese Sportart entwickeln. Am 22. März 1964 bestritt die nordkoreanische Auswahl im Rahmen der Qualifikation zu den Olympischen Spielen erstmals ein offizielles Länderspiel. Das Spiel gegen die Auswahl Burmas endete mit einem 0:0-Unentschieden. Das Rückspiel in Pjöngjang gewannen die Nordkoreaner im April desselben Jahres mit 1:0, durch zwei Siege gegen Thailand (5:0 und 2:0) war Nordkorea für die Olympischen Spiele qualifiziert, die Mannschaft zog ihre Teilnahme aber zurück.

### Fußball-Weltmeisterschaft 1966
Nur ein Jahr nach dem internationalen Debüt bestritt die Mannschaft die Qualifikationsspiele zur WM-Endrunde 1966 in England. Gegen Australien konnte Nordkorea mit 6:1 und 3:1 gewinnen und sich die Teilnahme an der Endrunde sichern.
Die WM selbst wurde der größte Erfolg der Nordkoreaner, als die Mannschaft unter Trainer Myung Rye-hyun durch einen 1:0-Sieg über das hochfavorisierte Italien bis ins Viertelfinale vorstoßen konnte. Torschütze des Siegestreffers war Pak Doo-ik. Im Viertelfinale verlor man trotz zwischenzeitlicher 3:0-Führung mit 3:5 gegen Portugal. Die Viertelfinal-Teilnahme blieb aber bis 2002 der größte Erfolg einer asiatischen Mannschaft bei einer WM-Endrunde.

### Entwicklung zwischen 1966 und 2009
Nach der WM 1966 bestritt Nordkorea lange Zeit kein Länderspiel mehr, das Olympia-Qualifikationsspiel gegen Syrien im Oktober 1971 war der erste Auftritt der Nordkoreaner nach fünf Jahren. In der Qualifikation konnte man zunächst die Syrer und den Irak ausschalten, gegen den Iran konnte man sich aber nicht durchsetzen. 1973 spielte Nordkorea wieder in der WM-Qualifikation, kam aber nicht über die Gruppenphase der Qualifikation hinaus. Bei den Sommerspielen 1976 war Nordkorea vertreten und konnte das Viertelfinale erreichen. 1978 gewann Nordkorea die Goldmedaille bei den Asienspielen in Thailand, als man sich nach einem 0:0 gemeinsam den Titel mit Südkorea teilte. Das Aufeinandertreffen am 22. Dezember 1978 war zugleich das erste Länderspiel zwischen den beiden Koreanischen Fußballmannschaften.
Ein weiterer Erfolg war der vierte Platz bei der Fußball-Asienmeisterschaft 1980 in Kuwait. 1992 war Nordkorea zum zweiten und bisher letzten Mal vertreten, dort kam die Mannschaft aber nicht über die Vorrunde hinaus. Nachdem die Mannschaft im Rahmen der Qualifikation zur Weltmeisterschaft 1994 gegen die politischen Erzfeinde Japan und Südkorea mit jeweils 0:3 verloren hatte, untersagte die politische Führung des Landes der Nationalmannschaft jegliche Reisen ins Ausland. Die Mannschaft bestritt deshalb zwischen 1993 und 1998 keine Länderspiele.
In den letzten Jahren konnten vor allem die Nachwuchsmannschaften Nordkoreas Erfolge erzielen, so wurde die U-17-Auswahl des Landes 2004 und 2006 Asienmeister und konnte sich bei den Weltmeisterschaften 2005 und 2007 jeweils für das Viertelfinale qualifizieren. Die U-19-Auswahl wurde 2006 Asienmeister.
Am 14. Mai 2009 besuchte die nordkoreanische Nationalmannschaft, erstmals seit der WM 1966, West-Europa. Sie wurden vom Schweizer Club FC Concordia Basel zum Freundschaftsspiel eingeladen. Concordias Präsident, Stephan Glaser, hatte sich die Transferrechte der nordkoreanischen Nationalspieler für Europa gesichert.

### Fußball-Weltmeisterschaft 2010
Die Qualifikation zur WM 2010 schloss die Mannschaft überraschend erfolgreich ab. In der Gruppe mit Südkorea, Iran, Saudi-Arabien und den VAE gelang es den Nordkoreanern, den zweiten Platz hinter Südkorea und die damit verbundene direkte Qualifikation zur Weltmeisterschaft zu erreichen. Die Qualifikation, Nordkoreas erste seit 1966, wurde beim 0:0 gegen Saudi-Arabien in Riad perfekt gemacht. Bei der Endrunde in Südafrika gingen allerdings alle drei Vorrundenspiele verloren: Nach einem durchaus respektablen 1:2 gegen Brasilien verlor man gegen Portugal deutlich mit 0:7. Auch gegen die Elfenbeinküste unterlag man klar mit einem 0:3, womit die Mannschaft mit der schlechtesten Tordifferenz aller Gruppenletzten von 1:12 nach der Vorrunde ausschied.
Nach der nur knappen Niederlage gegen Brasilien wurde das Spiel gegen Portugal in Nordkorea live übertragen, was dort sonst in aller Regel nicht der Fall ist. Nordkoreanische Spiele werden für gewöhnlich zeitversetzt übertragen; im Falle eines Sieges von Mannschaften aus als feindlich angesehenen Ländern werden sie nicht gesendet. Nachdem sich die deutliche Niederlage abzuzeichnen begann, verzichtete der nordkoreanische Kommentator für den Rest der Partie auf Bemerkungen. Nach dem Abpfiff wurde die Übertragung kommentarlos beendet. Die 0:7-Niederlage gegen Portugal war die bislang höchste Niederlage Nordkoreas.
Im August 2010 wurde in westlichen Medien die Vermutung laut, dass die nordkoreanische Fußballnationalmannschaft nach dem schlechten Abschneiden bei der WM in Südafrika anschließend zuhause bestraft wurde (u. a. stundenlange Kritiksitzungen vor vielen hundert Menschen, angeblicher Ausschluss des Nationaltrainers aus der Partei). Die FIFA untersuchte diese Anschuldigungen, stellte diese aber kurz danach wieder ein. Der nordkoreanische Verband hatte zugesichert, dass alle Spieler und Trainer Kim Jong-hun „wie gewöhnlich trainieren und in Kürze an den Asien-Spielen teilnehmen werden“.
Trainer Kim Jong-hun wurde allerdings im November 2010 durch Jo Tong-sop abgelöst.

### Fußball-Asienmeisterschaft 2011
Durch den Gewinn des AFC Challenge Cups qualifizierte sich Nordkorea ebenfalls für die Fußball-Asienmeisterschaft 2011 in Katar, für das Land war es die erste Teilnahme seit 19 Jahren.
Bei der Endrunde konnte die Mannschaft nicht überzeugen, einem 0:0 gegen die Vereinigten Arabischen Emirate folgten zwei 0:1-Niederlagen gegen Iran und Irak. Somit schied Nordkorea torlos in der Vorrunde aus.

### Fußball-Weltmeisterschaft 2018
Für die Fußball-Weltmeisterschaft 2018 in Russland konnte sich die Nationalmannschaft von Nordkorea nicht qualifizieren. Die Mannschaft belegte in der zweiten Qualifikationsrunde den zweiten Platz der Gruppe H. Damit konnte sich Nordkorea gegen die Fußballmannschaften aus den Philippinen, Bahrain und dem Jemen behaupten. Als Gruppensieger ging die Mannschaft aus Usbekistan hervor, die dann in die dritte Runde der Qualifikation einzog.

## Teilnahmen an Turnieren

### Olympische Spiele
Eine Nordkoreanische Mannschaft nahm erstmals an der Qualifikation zu den Spielen 1964 teil.
| 1964 in Tokio        | qualifiziert, aber nicht teilgenommen |
| 1968 in Mexiko-Stadt | vor der Qualifikation zurückgezogen   |
| 1972 in München      | nicht qualifiziert                    |
| 1976 in Montreal     | Viertelfinale                         |
| 1980 in Moskau       | nicht qualifiziert                    |

Nach 1980 nahm die A-Nationalmannschaft nicht mehr an den Olympischen Spielen und den Qualifikationsspielen dazu teil. Eine nordkoreanische Olympiamannschaft konnte sich auch noch nicht qualifizieren.

### Weltmeisterschaften
Nordkorea nahm erstmals an der Qualifikation zur WM 1966 teil und konnte sich auf Anhieb qualifizieren, profitierte dabei aber vom Rückzug der afrikanischen Mannschaften und Südkoreas. In England konnte Nordkorea als erste asiatische Mannschaft das Viertelfinale erreichen. Bis 2010 blieb dies die einzige Endrundenteilnahme, da Nordkorea danach entweder in der Qualifikation scheiterte, nicht teilnahm oder seine Mannschaft zurückzog.
| Jahr | Gastgeberland          | Teilnahme bis …     | Letzte(r) Gegner                    | Ergebnis | Trainer        | Bemerkungen und Besonderheiten |
| ---- | ---------------------- | ------------------- | ----------------------------------- | -------- | -------------- | --- |
| 1930 | Uruguay                | noch nicht existent |                                     |          |                | |
| 1934 | Italien                | noch nicht existent |                                     |          |                | |
| 1938 | Frankreich             | noch nicht existent |                                     |          |                | |
| 1950 | Brasilien              | nicht teilgenommen  |                                     |          |                | |
| 1954 | Schweiz                | nicht teilgenommen  |                                     |          |                | |
| 1958 | Schweden               | nicht teilgenommen  |                                     |          |                | |
| 1962 | Chile                  | nicht teilgenommen  |                                     |          |                | |
| 1966 | England                | Viertelfinale       | Portugal                            | 8.       | Myung Rye-hyun | 1:0 gegen Italien in der Vorrunde |
| 1970 | Mexiko                 | zurückgezogen       |                                     |          |                | |
| 1974 | Deutschland            | nicht qualifiziert  |                                     |          |                | In der Qualifikation am Iran gescheitert, der sich aber ebenfalls nicht qualifizieren konnte.                                                                                              |
| 1978 | Argentinien            | zurückgezogen       |                                     |          |                | Nordkorea sollte in der Qualifikation in der 1. Runde gegen Israel, Japan und Südkorea antreten, verzichtete aber auf die Teilnahme. Alle drei konnten sich aber auch nicht qualifizieren. |
| 1982 | Spanien                | nicht qualifiziert  |                                     |          |                | In der Qualifikation an China gescheitert, das sich ebenfalls nicht qualifizieren konnte.                                                                                                  |
| 1986 | Mexiko                 | nicht qualifiziert  |                                     |          |                | In der Qualifikation an Japan gescheitert, das sich aber auch nicht qualifizieren konnte.                                                                                                  |
| 1990 | Italien                | nicht qualifiziert  |                                     |          |                | In der Qualifikation in der Endrunde an Südkorea und den Vereinigten Arabischen Emiraten gescheitert.                                                                                      |
| 1994 | USA                    | nicht qualifiziert  |                                     |          |                | In der Qualifikation in der 3. Runde an Saudi-Arabien und Südkorea gescheitert. |
| 1998 | Frankreich             | nicht teilgenommen  |                                     |          |                | |
| 2002 | Südkorea/Japan         | nicht teilgenommen  |                                     |          |                | |
| 2006 | Deutschland            | nicht qualifiziert  |                                     |          |                | In der Qualifikation an Japan und dem Iran gescheitert. |
| 2010 | Südafrika              | Vorrunde            | Brasilien, Portugal, Elfenbeinküste | 32.      | Kim Jong-hun   | Nach 3 Niederlagen, davon mit 0:7 die höchste Niederlage Nordkoreas, mit dem schlechtesten Torverhältnis aller Mannschaften ausgeschieden.                                                 |
| 2014 | Brasilien              | nicht qualifiziert  |                                     |          |                | In der Qualifikation in der 3. Runde an Japan und Usbekistan gescheitert. |
| 2018 | Russland               | nicht qualifiziert  |                                     |          |                | In der Qualifikation traf die Mannschaft in der zweiten Runde auf Bahrain, den Jemen, die Philippinen und Usbekistan.                                                                      |
| 2022 | Katar                  | zurückgezogen       |                                     |          |                | In der Qualifikation ohne nennenswerte Gründe zurückgezogen. |
| 2026 | Kanada, Mexiko und USA | nicht qualifiziert  |                                     |          |                | In der dritten Qualifikationsrunde als Gruppenletzter ausgeschieden. |

### Asienmeisterschaften
- 1976: Zurückgezogen nach der Qualifikation
- 1980: Vierter Platz
- 1984: Keine Teilnahme
- 1988: Nicht qualifiziert
- 1992: Gruppenphase
- 1996: Keine Teilnahme
- 2000: Nicht qualifiziert
- 2004: Suspendiert
- 2007: Keine Teilnahme
- 2011: Gruppenphase
- 2015: Gruppenphase
- 2019: Gruppenphase
- 2024: Zurückgezogen während der Qualifikation
- 2027: Qualifiziert

### Ostasienmeisterschaften
- 2003 – zurückgezogen
- 2005 – Dritter
- 2008 – Vierter
- 2010 – nicht qualifiziert
- 2013 – nicht qualifiziert
- 2015 – Dritter
- 2017 – Vierter
- 2019 – nicht qualifiziert
- 2022 – zurückgezogen

Als inoffizielles Vorläuferturnier gilt der Dynasty Cup:
- 1990 – Dritter
- 1992 – Dritter
- 1995 – nicht teilgenommen
- 1998 – nicht teilgenommen

### AFC Challenge Cup
- 2006 – nicht teilgenommen
- 2008 – 3. Platz
- 2010 – Sieger
- 2012 – Sieger

## Trainer
- Pak Doo-ik (1976)
- Pak Doo-ik (1990)
- Pál Csernai (1992–1993)
- Yun Jong-su (1999–2005)
- Kim Jong-hun (2007–2010)
- Jo Tong-sop (2010–2011)
- Yun Jong-su (2011–2014)
- Jo Tong-sop (2014–2015)
- Kim Chang-bok (2015–2016)
- Jørn Andersen (2016–2018)
- Kim Yong-jun (2018–2019)
- Yun Jong-su (2019–2023)
- Sin Yong-nam (seit 2023)

## Rekordhalter
Quelle: rsssf.org; Stand: 19. November 2024

### Rekordspieler
| Rang | Name          | Einsätze | Tore | Position   | Zeitraum  | WM-Spiele | Rekordnationalspieler |
| ---- | ------------- | -------- | ---- | ---------- | --------- | --------- | --------------------- |
| 01.  | Ri Myong-guk  | 118      | 0    | Tor        | 2007–     | 3         | seit 8. Oktober 2015  |
| 02.  | Jong Il-gwan  | 083      | 30   | Angriff    | 2011-     |           |                       |
| 03.  | Pak Nam-chol  | 077      | 15   | Mittelfeld | 2004–2012 | 3         |                       |
| 04.  | Jong Kuk-chol | 071      | 05   | Abwehr     | 2011–     |           |                       |
| 05.  | Ri Kwang-chon | 070      | 01   | Abwehr     | 2001–2012 | 3         |                       |
| 06.  | Kim Yong-jun  | 062      | 08   | Mittelfeld | 2001–2011 | 1         |                       |
| 07.  | Pak Song-chol | 058      | 13   | Mittelfeld | 2007–2017 |           |                       |
| 08.  | Mun In-guk    | 055      | 06   | Mittelfeld | 2004–2011 | 3         |                       |
| 09.  | Hong Yong-jo  | 051      | 13   | Angriff    | 2002–2011 | 3         |                       |
| 10.  | Nam Song-chol | 051      | 02   | Abwehr     | 2003–2010 | 1         |                       |

### Rekordtorschützen
| Rang | Name            | Tore | Einsätze | Quote | Zeitraum  | WM-Tore |
| ---- | --------------- | ---- | -------- | ----- | --------- | ------- |
| 01.  | Jong Il-gwan    | 30   | 83       | 0,36  | 2011-     |         |
| 02.  | Pak Nam-chol    | 15   | 75       | 0,20  | 2004–2012 | 0       |
| 02.  | Jong Tae-se     | 15   | 33       | 0,45  | 2007–2011 | 0       |
| 04.  | Pak Kwang-ryong | 14   | 43       | 0,33  | 2009–     |         |
| 05.  | Hong Yong-jo    | 13   | 51       | 0,25  | 2002–2011 | 0       |
| 05.  | Pak Song-chol   | 13   | 58       | 0,22  | 2007–2017 |         |
| 07.  | Choe Chol-man   | 11   | <30      | <0,37 | 2005–2010 |         |
|      |                 |      |          |       |           |         |
|      | Pak Seung-zin   | 6    | 12       | 0,50  | 1965–1973 | 2       |
|      |                 |      |          |       |           |         |
|      | Ji Yun-nam      | 1    | 33       | 0,03  | 2004–2010 | 1       |
|      | Li Dong-woon    | 1+   | ?        | ?     | 1966      | 1       |
|      | Pak Doo-ik      | 1+   | ?        | ?     | 1966      | 1       |
|      | Yang Seung-kook | 1+   | ?        | ?     | 1966      | 1       |